# Anas Anane
Anas Anane (13 de mayo de 2004) es un deportista francés que compite en esgrima, especialista en la modalidad de florete. Ganó dos medallas de plata en el Campeonato Europeo de Esgrima de 2025, en las prueba individual y por equipos.

## Palmarés internacional
| Campeonato Europeo | Campeonato Europeo | Campeonato Europeo | Campeonato Europeo  |
| Año                | Lugar              | Medalla            | Prueba              |
| ------------------ | ------------------ | ------------------ | ------------------- |
| 2025               | Génova (Italia)    | Medalla de plata   | Florete individual  |
| 2025               | Génova (Italia)    | Medalla de plata   | Florete por equipos |